# Estación de Roma San Petro
La estación de Roma San Pietro (del italiano: Stazione di Roma San Pietro) es una estación ferroviaria situada en el municipio italiano de Roma, en la región del Lacio. Su denominación es por estar ubicada en las proximidades de la basílica de San Pedro del Vaticano.

## Historia y situación
La estación fue inaugurada el 29 de abril de 1894.
Está situada en el oeste del centro histórico de Roma, a escasos metros al sur de la Ciudad del Vaticano, a la que da servicio al ser la estación ferroviaria con servicio regular de trenes de viajeros más cercana. Cuenta con tres andenes, de los cuales dos son centrales y uno lateral, a los que acceden cinco vías pasantes.
En términos ferroviarios, la estación se sitúa en la línea Roma con Pisa, también conocida como la Ferrovia Tirrenica, así como es el punto de inicio de la línea que conduce a la estación de Ciudad del  Vaticano, y que conforma la red ferroviaria de la Ciudad del Vaticano.

## Servicios Ferroviarios
Los servicios ferroviarios de esta estación están prestados por Trenitalia:

### Regionales
Mediante los trenes 'Regionale Veloce' que parten de Roma Termini le permiten tener conexión regional rápida con Civitavecchia, Grosseto, Livorno, finalizando su trayecto en Pisa Central. Cuenta con frecuencias cadenciadas.

### Ferrovia Regionali Lazio
A la estación llegan los trenes que operan en las líneas FL3 y FL5, pertenecientes a la red ferroviaria suburbana de Roma.
- Roma Ostiense - Viterbo
- Roma Termini - Civitavecchia (- Pisa Central).

## Imágenes

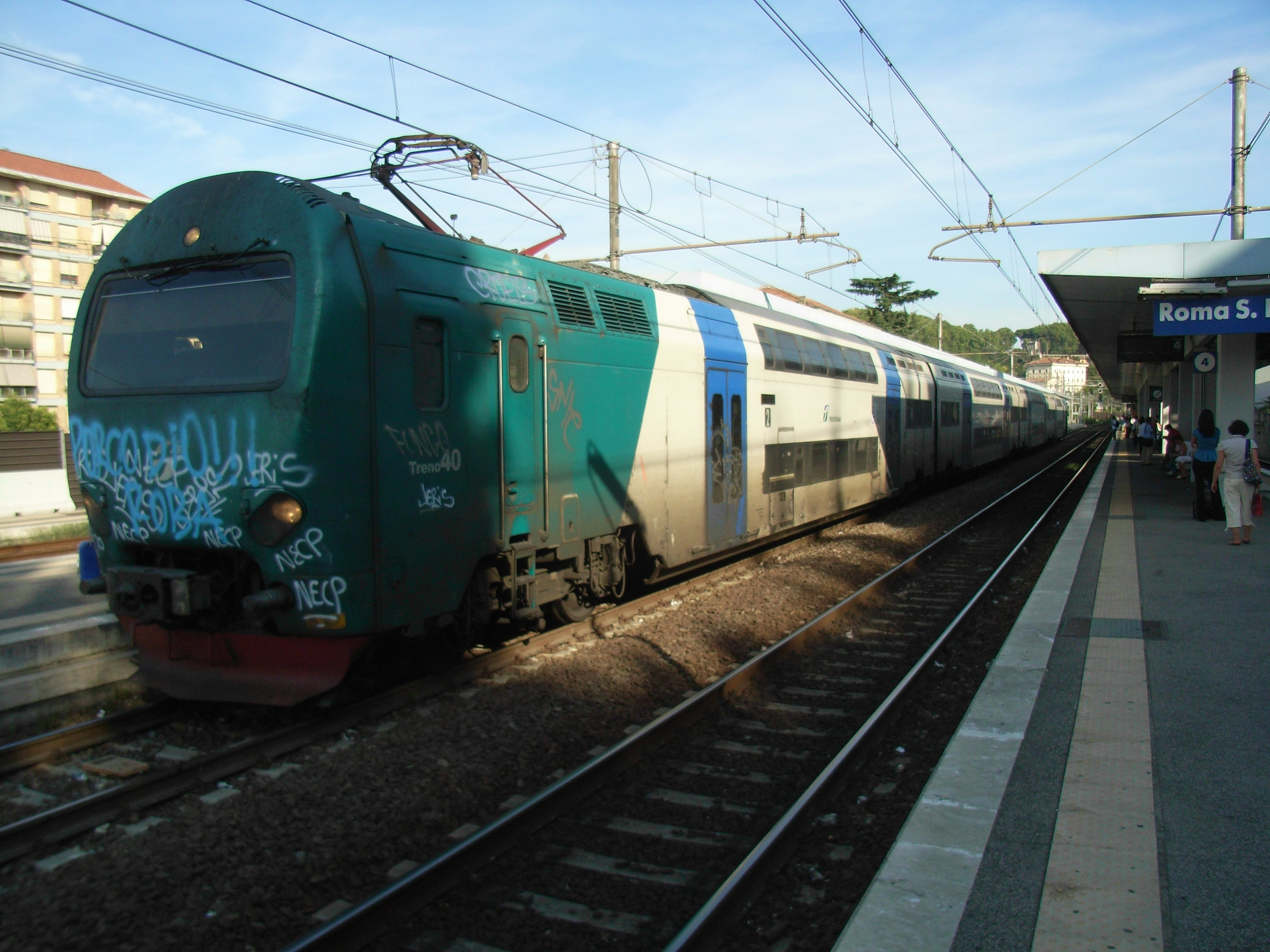
Tren regional de dos pisos en Roma San Pietro.
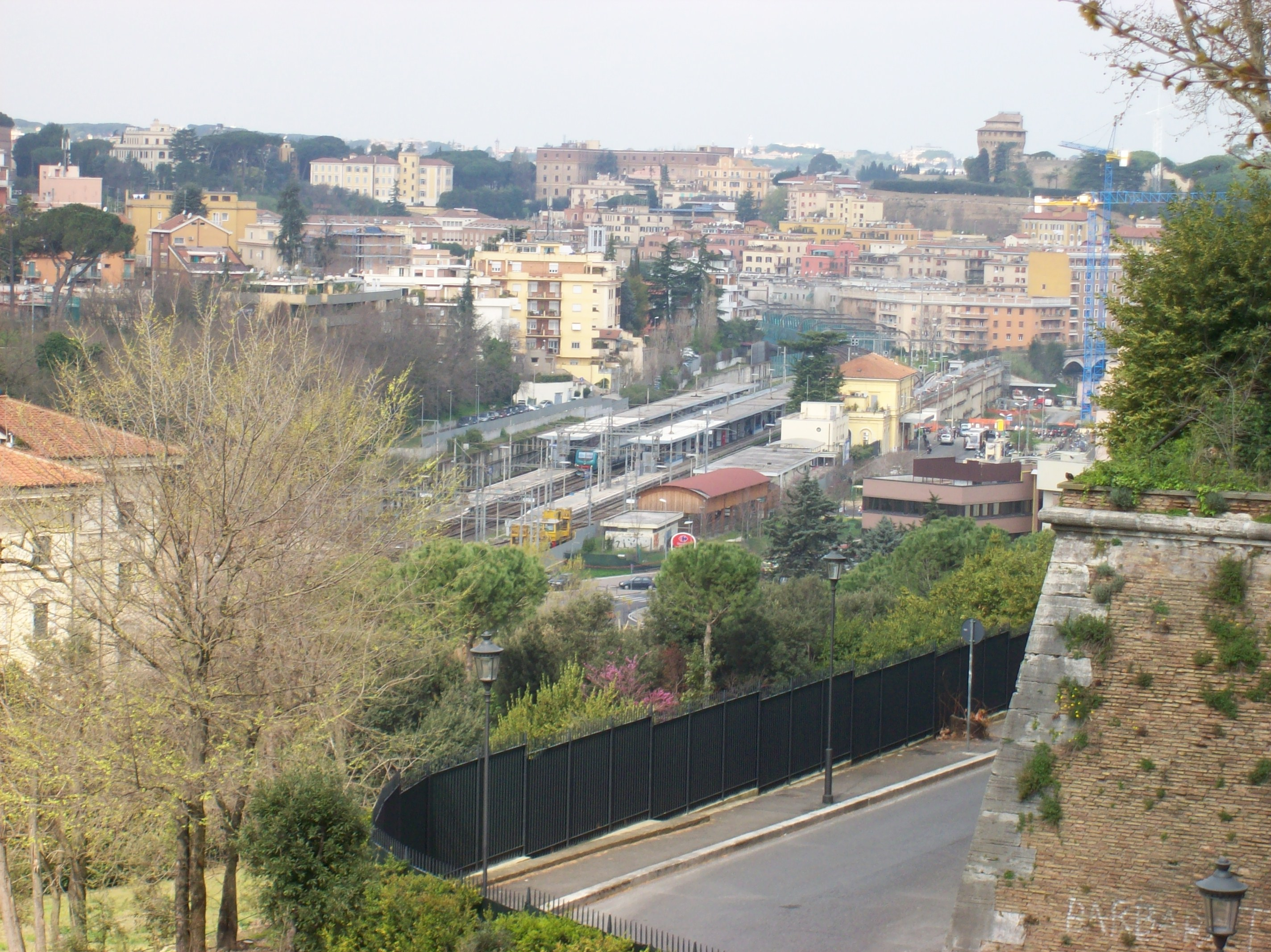
La estación vista desde la colina.